# Steve Hegg
Steve Hegg (* 3. Dezember 1963 in Dana Point) ist ein ehemaliger US-amerikanischer Radrennfahrer.
1983 wurde Hegg Zweiter im Gran Caracol de Pista, dem bedeutendsten internationalen Bahnrennen in Südamerika. Er wurde 1983 US-amerikanischer Meister in der Mannschaftsverfolgung. 1984 wurde er US-Meister in der 4000-m-Einerverfolgung. Bei den Olympischen Sommerspielen 1984 in Los Angeles startete er in der Einer- und in der Mannschaftsverfolgung. Hegg gewann die Einerverfolgung vor dem Deutschen Rolf Gölz und seinem Landsmann Leonard Nitz. Mit der Mannschaft erreichte Hegg ebenfalls das Finale, das die mit überlegenen technischen Material ausgerüsteten und hoch favorisierten Amerikaner überraschend gegen Australien verloren. Kurz nach den Wettbewerben in Los Angeles stellte sich heraus, dass sich Hegg und Nitz mit Fremdblut gedopt hatten. Das hatte aber keine Konsequenzen für die Sportler, da diese Praxis damals nicht verboten war.
1986 gewann Hegg erneut die nationalen Meisterschaften in der Mannschaftsverfolgung, 1987 bei den Panamerikanischen Spielen das Mannschaftszeitfahren auf der Straße. 1989 und 1990 wurde Hegg wieder Landesmeister in der Einerverfolgung, 1990 wurde er zudem US-Meister im Einzelzeitfahren. 1994 wurde Hegg dann US-Meister im Straßenrennen, 1995 und 1996 wieder nationaler Meister in der 4000-m-Einerverfolgung und qualifizierte sich so für die Teilnahme an den Olympischen Sommerspielen 1996 in Atlanta, bei denen er jedoch keine Medaille gewinnen konnte. 1995 gewann er die nationale Meisterschaft im Zweier-Mannschaftsfahren mit Jeff Pierce als Partner.
Hegg, der seit 1988 Profi war, beendete seine aktive Karriere 2001.
2006 wurde Steve Hegg in die Hall of Fame des amerikanischen Radsports aufgenommen.